# Xiong
Xiong léase Sióng (en chino simplificado, 雄县; pinyin, Xióng xiàn, lit: paz nueva) es un condado bajo la administración directa de la ciudad-prefectura de Baoding. Se ubica en la provincia de Hebei, este de la República Popular China. Su área es de 724 km² y su población total para 2010 fue más de 400 mil habitantes. Por su territorio se extiende la zona franca de Xiong'an que el gobierno emprendió desde 20017. 

## Administración
El condado de Xiong se divide en 15 pueblos que se administran en 6 poblados y 9 villas.